# Košický Klečenov
Košický Klečenov este o comună slovacă, aflată în districtul Košice-okolie din regiunea Košice. Localitatea se află la altitudinea de 342 m deasupra n.m., se întinde pe o suprafață de 13,39 km2 și în 2017 număra 284 de locuitori.

## Istoric
Localitatea Košický Klečenov este atestată documentar din 1427.

## Demografie
| An:                | 1994 | 2004    | 2014   | 2024    |
| ------------------ | ---- | ------- | ------ | ------- |
| Număr de persoane: | 222  | 267     | 280    | 309     |
| Diferență:         |      | +20,27% | +4,86% | +10,35% |

| An:                | 2023 | 2024   |
| ------------------ | ---- | ------ |
| Număr de persoane: | 311  | 309    |
| Diferență:         |      | −0,64% |